# Bohuslav I. Hrabišic
Bohuslav I. Hrabišic (před rokem 1185 – 1241) byl přední český šlechtic z rodu Hrabišiců.

## Život
Narodil se jako syn Slavka I. Hrabišice. Měl bratra Hrabiše V. V pramenech se poprvé objevil po boku svého otce na listině datované mezi roky 1202 a 1207. V roce 1205 se na královském dvoře připomíná ve funkci místokomorníka. Když jeho otec v roce 1207 zakládal rodový osecký klášter, Bohuslav ho obdaroval mlýnem u Hostomic, obilným desátkem z Černochova, patronátním právem kostela v Ostrově a vsí Dubinou. Spolu s otcem následně svědčil na pravé listině z roku 1209, na falzu údajně vydaném téhož roku, poté v roce 1211 a 1212 na pravých listinách jako místokomorník, na falzu hlásícím se před rok 1213, falzu hlásícím se k roku 1212 a pravé listině z roku 1214. V hodnosti místkomorníka ho však nejpozději roku 1218 vystřídal jistý Sulislav. Od roku 1219 začal nahrazovat svého starého otce na předních místech v královské družině. Tak už v roce 1221 a 1222 svědčil na královské listině zcela samostatně bez přítomnosti otce. Roku 1224 ho král jmenoval dokonce nejvyšším komorníkem. Tuto funkci od roku 1197 zastával Bohuslavův otec Slavek, jenž se jako nejvyšší komorník ale připomínal i nadále. O dva roky později se Bohuslav ve svědečných řadách naposledy objevil po boku svého otce, který vzápětí zemřel.
Ještě čtyři roky po otcově smrti Bohuslav nepůsobil v žádných dvorských funkcích. Na královských listinách se v tomto období vždy zdůrazňuje pouze jeho původ po Slavkovi. Po otci Bohuslav zároveň převzal místo hlavy rodu. Roku 1231 potvrdil odprodání jedné vsi oseckým klášterem. Tehdy prameny také poprvé zmiňují dva Bohuslavovy syny Boreše II. a Slávka III., budoucího oseckého opata. V roce 1232 Bohuslav na dvoře novopečeného českého krále Václava I. opět nastoupil na post nejvyššího komorníka. I přesto se však obvykle uváděl pouze jako „syn Slavkův“, a to jedinkrát v roce 1232, 1233, 1234, 1235 a dvakrát roku 1236. Teprve v roce 1237 je zmíněn jako nejvyšší komorník. Roku 1238 se zúčastnil slavnostního rodového shromáždění v oseckém klášteře, jehož zlatým hřebem bylo to, že osecký klášter tenkrát navštívil i král Václav I. Kromě Bohuslava na něm z hrabišického rozrodu byli přítomni oba Bohuslavovi synové, synovec Mladata, levoboček Bohuslavova strýce Odolen Hrabišic a Bohuslavův švagr Jan.
V roce 1239 král Václav potvrdil další Bohuslavovu donaci oseckého kláštera. Tentokrát Bohuslav osecké cisterciáky obdaroval šemnickým újezdem, což dokazuje, že už zřejmě myslel na věci poslední. V roce 1241 komorník Bohuslav naposledy figuroval v písemných pramenech, když osvědčil listinu krále Václava vydanou v Sadské ve prospěch klášteru Marienthal. Brzy poté ve věku 60 let skonal. Byl pohřben patrně v bazilice Nanebevzetí Panny Marie a svatého Cyrila a Metoděje, tedy v konventním chrámu velehradského kláštera, ke kterému měl velmi blízký vztah. V bazilice se zřejmě dokonce dochoval jeho náhrobek. Bohuslav se pravděpodobně podílel na vybudování kostela svatého Jakuba Většího v Ostrově, kostela svatého Vavřince v Kostomlatech, kostela svatého Jiljí v Bečově a kostela svatého Jiří v Duchcově.